# Podkraj (gmina Velike Lašče)
Podkraj – wieś w Słowenii, w gminie Velike Lašče. W 2018 roku liczyła 18 mieszkańców.